# Amata chlorometis
Amata chlorometis är en fjärilsart som beskrevs av Edward Meyrick 1886. Amata chlorometis ingår i släktet Amata och familjen björnspinnare. Inga underarter finns listade i Catalogue of Life.